# Pietro Palazzini
Pietro Palazzini, né le 19 mai 1912 à Piobbico, dans le diocèse de Cagli, dans la province de Pesaro et Urbino, dans les Marches et mort le 11 octobre 2000 à Rome, est un cardinal italien qui aida à sauver des Juifs pendant la Seconde Guerre mondiale.

## Biographie

### Études
Il fait ses études au séminaire pontifical régional Pie XI, à Fano, puis à l’Athénée pontifical du Latran, à Rome, enfin au Séminaire pontifical romain de Rome. Ordonné prêtre le 6 décembre 1934 à Rome, il poursuit ses études jusqu’en 1941.

### Prêtre
Il est successivement vice-recteur du séminaire diocésain de Cagli et chanoine du chapitre cathédrale de 1941 à 1942, vice-recteur du Séminaire pontifical romain de Rome de 1942 à 1945, vice-recteur de l’Athénée pontifical romain Saint-Apollinaire de 1945 à 1949, membre de l’Athénée pontifical du Latran de 1945 à 1950, de l’Institut pontifical Utriusque Iuris de 1950 à 1954.
Sous-secrétaire de la Congrégation pour les Religieux à partir du 22 décembre 1956, il est nommé secrétaire de la Congrégation du Concile le 18 décembre 1958.

### Évêque
Nommé archevêque in partibus de Césarée-en-Cappadoce (de) le 28 août 1962, il est consacré à Rome le 21 septembre 1962 par le pape Jean XXIII en personne. Il participe au concile Vatican II de 1962 à 1965. Le 13 juin 1969, il est nommé secrétaire de la Commission des cardinaux pour les sanctuaires pontificaux de Pompéi et de Lorette.

### Cardinal
Il est créé cardinal par le pape Paul VI lors du consistoire du 5 mars 1973 avec le titre de cardinal-diacre de S. Pier Damiani ai Monti di S. Paolo. Il opte pour la diaconie de S. Girolamo della Carità, le 12 décembre 1974. Il participe aux conclaves des 25-26 août 1978, et des 14-16 octobre 1978.
Il est nommé préfet de la Congrégation pour les causes des saints, le 27 juin 1980. Il assiste à la Ve Assemblée ordinaire du Synode mondial des évêques, au Vatican, du 26 septembre au 25 octobre 1980. Il fut élevé au rang de cardinal-prêtre et sa diaconie fut élevée pro illa vice au rang de titre, le 2 février 1983. Il assiste à la VIe Assemblée ordinaire du Synode mondial des évêques, du 29 septembre au 28 octobre 1983.
En 1985, en remerciement de ses efforts pour avoir sauvé des juifs durant l’Holocauste, il est reconnu par Yad Vashem comme un « Juste parmi les nations », avec une médaille et un arbre fut planté en son nom à Yad Vashem. Cet honneur fut décerné aux personnes qui ont risqué leur vie en sauvant des juifs pendant la guerre.
Il assiste à la IIe Assemblée extraordinaire du Synode mondial des évêques, au Vatican, du 24 novembre au 8 décembre 1985, à la VIIe Assemblée ordinaire, du 1er au 30 octobre 1987. Il démissionne de sa préfecture le 1er juillet 1988, et perd le droit de participer au conclave quand il atteint 80 ans, le 19 mai 1992.
Il meurt le 11 octobre 2000 à Rome, et est enterré temporairement dans la Chapelle des chanoines du Vatican, au cimetière de Campo Verano, à Rome. 
Ses restes sont transférés plus tard dans son église titulaire de San-Girolamo della Carità.